# Ghiyath al-Din Baysonghor
Ghiyath al-Din Baysonghor (15 de setembre de 1397 - 1433) fou un príncep timúrida, fill de Xah-Rukh (i la seva esposa Gawhar Shad) i net de Tamerlà.

## Biografia
Se l'esmenta per primer cop (a part el naixement) el setembre del 1408 quan junt amb el seu germà Muhàmmad Txuqi Mirza va viatjar a Herat, al Baghi Shihr (Jardí de la Vila), on es va celebrar una gran festa per celebrar la circumcisió d'aquests dos fills de Xah Rukh
El 1410 quan el seu pare Xah Rukh i els seus amirs van sortir cap a Samarcanda el 18 de maig de 1410 per copmbatre la rebel·lió de Xaikh Nur al-Din, el va nomenar el seu representant a Herat (tenia nomes 13 anys)
Es torna a esmentar un retorn a Herat procedent de les pastures d'Astarabad el 25 d'abril de 1414 sembla que sota orde del seu pare que al seu torn sortia de Rayy (5 d'abril de 1414) per anar a combatre la revolta de Iskandar ibn Umar Shaykh. En aquest moment l'hauria nomenat el seu representant o governador del Khurasan. El príncep va sortir del kixlak del Mazanderan i es va dirigir al Khurasan arribant a Herat el 4 de maig de 1414.Xah Rukh va retornar a Herat el 16 d'octubre de 1414 sent rebut per Baysunkur en la seva condició de delegat (governador-delegat) durant la seva absència
El 4 de desembre de 1414 Xh Rukh era a Herat i poc després va confiar a Baysunkur (que tenia 17 anys) el govern de les províncies de Tus, Mashad, Abiward, Salmakan, Iarmakan (Jermakan), Khabuixan (Kabushan), Nasa, Yaraz (Yazar?), Astarabad i el Gurgan, Shamasan (Xemasan) i Kabudjama (Kebudjamah) i el Mazanderan amb les seves dependències, i era vist com l'hereu presumpte. A la segona meitat de març de 1415 Baysunkur va anar al seu govern, va fer una visita extensa però finalment va retornar a Herat. A finals del 1415 va intercedir pel príncep Baykara
Xah Rukh va ordenar que el príncep Baysunkur prengués part en els consells que decidien els afers de govern. També se li va conferir autoritat per resoldre totes les reclamacions el febrer de 1417, quan fou nomenat amir-i diwan equivalent a jutge de la cort. El 25 de juny de 1417 [dimecres i no dijous com diu la font] va néixer a Herat, Rukn al-Din Ala al-Dawla Abd Allah, fill de Baysunkur
Baysunkur exercia moltes de les funcions de govern, mentre que l'amir Sayyid Fakhr al-Din estava al front de l'administració on igualment disposava d'amplis poders. El 1407 Khoja Ghiyath al-Din Salar Semnaní (aleshores gran visir) li va posar una multa i el va destituir i substituir durant un any com a cap de l'administració, però ell mateix fou denunciat per malversació i trobat culpable sent empresonat (i va morir poc després) i Fakhr al-Din va recuperar el lloc de sahib diwan (visir cap de l'administració) i va actuar de manera venjativa contra els que l'havien denunciat i després contra tothom, extorquint tot el que podia. Aquest segon va adquirir molta riquesa i es va tornar orgullós i ambiciós. Mai cap visir ni emir havia adquirit tanta riquesa.
Baysunkur aviat va veure el comportament de Fakhr al-Din i va demanar a Xah Rukh que nomenés algú per compartir l'autoritat administrativa i fou designat el gran sahib (gran visir) Nizam al-Din Pir Ahmad, fill de Khoja Daud, un home eloqüent i experimentat que va limitar l'actuació de Fakhr al-Din, que estava molt contrariat; a mesura que el seu col·lega anava coneixent els seus secrets, es va alarmar mes. Un amir desgraciat per Fakhr al-Din, Ali Xahkani es va comprometre a aportar proves contra el sahib diwan per l'apropiació de dos-cents tumans. Per una qüestió d'inventari es va sol·licitar de diversos personatges la reposició temporal al tresor públic d'algunes quantitats que havien disposat que havien estat en realitat per Fakhr al-Din; els afectats van traslladar la petició al sahib diwan que els va donar llargues; un d'aquests homes era Khoja Pir Ali, fill de Khoja Pir Muhammad Baiazet, al corrent de molts dels secrets de Fakhr al-Din; molest amb aquest per que no li retornava els diners que havia de reposar, va amenaçar amb revelar-ho tot. En aquest moment l'emperador, que estava al corrent de tot, va cridar a les dues parts i va ordenar una investigació; Pir Ali va revelar que la suma disposada del tresor l'havia entregat a Fakhr al-Din, cosa que aquest va negar; però els altres deutors que es trobaven en la mateix situació també van acusar Fakhr al-Din. L'emperador va ordenar verificar les operacions del acusat; alguns disposaven de rebuts i Fakhr al-Din va pensar que era millor retornar les quantitats però ja el seu joc havia quedat al descobert; fou empresonat i obligat a tornar 200 tumans kopeki, per lo que se li va donar un any de termini. Fakhr va suplicar a Baysunkur i va al·legar al seu favor ser descendent del Profeta però aquest va respondre que Mahoma no ho hauria aprovat i que una ascendència il·lustre no justificava actes culpables. Fakhr va demanar aleshores la intercessió de la princesa Gheuber Xad Agha, la mare de Baysunkur, que va induir al príncep a alliberar a Fakhr però no el va lliurar del pagament. Va retornar al seu càrrec i va recaure en les practiques anteriors però va caure malalt afectat de diverses malalties alhora i va acabar morint.
L'agost de 1418 un exèrcit sota el seu comandament va capturar al príncep Qaydu ibn Pir Muhammad prop de Sabz. El 1420 va portar les seves forces (esmentades com l'avantguarda) a l'Azerbaidjan contra Kara Yusuf i va arribar a Tabriz el 17 de novembre de 1420 entrant a la ciutat el dia 21 de novembre després de la inesperada mort de Kara Yusuf, sent confirmat pel seu pare com a governador de la ciutat i de l'Azerbaidjan. El 22 de desembre de 1420 va portar al presoner Amir Baba Hajji a presència de Xah-Rukh que era a la regió de Gavrud. La primavera del 1421 va fer una expedició contra el turcman Yar Ahmad Karaman, que havia assolat les regions de Bardaa i Gandja; el va capturar al cap d'uns mesos després d'assetjar i conquerir la fortalesa de Isfarzan a Geòrgia. Posteriors referències l'esmenten en caceres diverses.
El 28 de maig de 1427 va acompanyar al seu pare Xah-Rukh des d'Herat a Samarcanda amb la intenció d'ajudar el governador Ulugh Beg (germà de Baysonghor) que havia estat derrotat per l'uzbek Baraq, però en arribar a Balkh fou reenviat a Herat a petició d'Ulugh Beg que se sospita que temia que el substituís en el govern (Baysonghor era vist com el virtual hereu). El 10 d'abril de 1429 va dirigir un exèrcit que va sortir d'Herat contra Iskandar ibn Kara Yusuf procedent de Sultaniyya. El 24 de juny de 1429 va fer moviment cap a Tabriz. El 23 d'octubre de 1431 el seu pare li donava l'orde de passar l'hivern a Astarabad amb l'emir Ala al-Din Alikeh Kukaltaix (això era equivalent a governar la província), retornant a Herat a la primavera.
Els astròlegs li havien anunciat que no viuria més de 40 anys i va portar una vida de disbauxa. Va morir el 20 de desembre de 1433 als 36 anys a causa sobretot de l'abús del vi. Fou enterrat a la madrassa de Gawhar Shad a la rodalia d'Herat. Va deixar tres fills: Ala al-Dawla Abd Allah, Sultan Muhammad, i Abu l-Kasim Babur Mirza. Ala al-Dawla fou nomenat pels governs del seu pare i els altres dos van rebre pensions. Els relats el mostren com un príncep de gran clemència que intercedia sovint davant el seu pare en favor d'individuals; el visir del pare, Sayyid Fakhr al-Din, li fou hostil. Fou protector de les arts i dels creadors dels manuscrits il·luminats i va finançar la còpia dels manuscrits. Va fundar una notable biblioteca amb un equip dedicat a l'estudi. Es conserven 15 manuscrits i un àlbum, dels quals només 4 són anteriors a 1426 (1412, 1420, 1421 i 1425). la resta són posteriors: a l'Humay-i Humayun que és de 1427/1428, segueix algun de 1429-1430 i altres de 1429 i 1430, de 1431-1432, i el darrer és una còpia de l'Alcorà de Shams al-Baysunghuri que es va completar el 2 de maig de 1434.

## Família

### Esposes i concubines
- Jan Malik Agha, filla de l'amir Txulpan Kutxin (Qau'chin);
- Gawhar Nasab Agha, dama de Coràsmia
- Khandan Agha;
- Afaq Agha;
- Shah Begi Agha;

### Fills i filles
- De Jan Malik
  - Ala al-Dawla Abd Allah Mirza
- De Gawhar Nasab
  - Abu l-Qasim Babur Mirza
  - Fatima Sultan Begum
  - Zuhra Begi Begum
- De Khandan Agha
  - Sultan Muhammad Mirza
  - Sa'adat Begi Begum
  - Bakht Daulat Begum;
  - Payanda Sultan Begum;
  - Sahib Sultan Begum (casada amb Muhammad Khalil Mirza fill de Muhammad Jahangir ibn Muhammad Sultan ibn Jahangir)
- Amb Afaq Agha
  - Aisha Begi Begum (casada amnb Sultan Masud Mirza fill de Soyurgatmix ibn Xah Rukh)
- Amb Shah Begi
  - Ruqaiya Begi Begum